# Gabriel Báthory

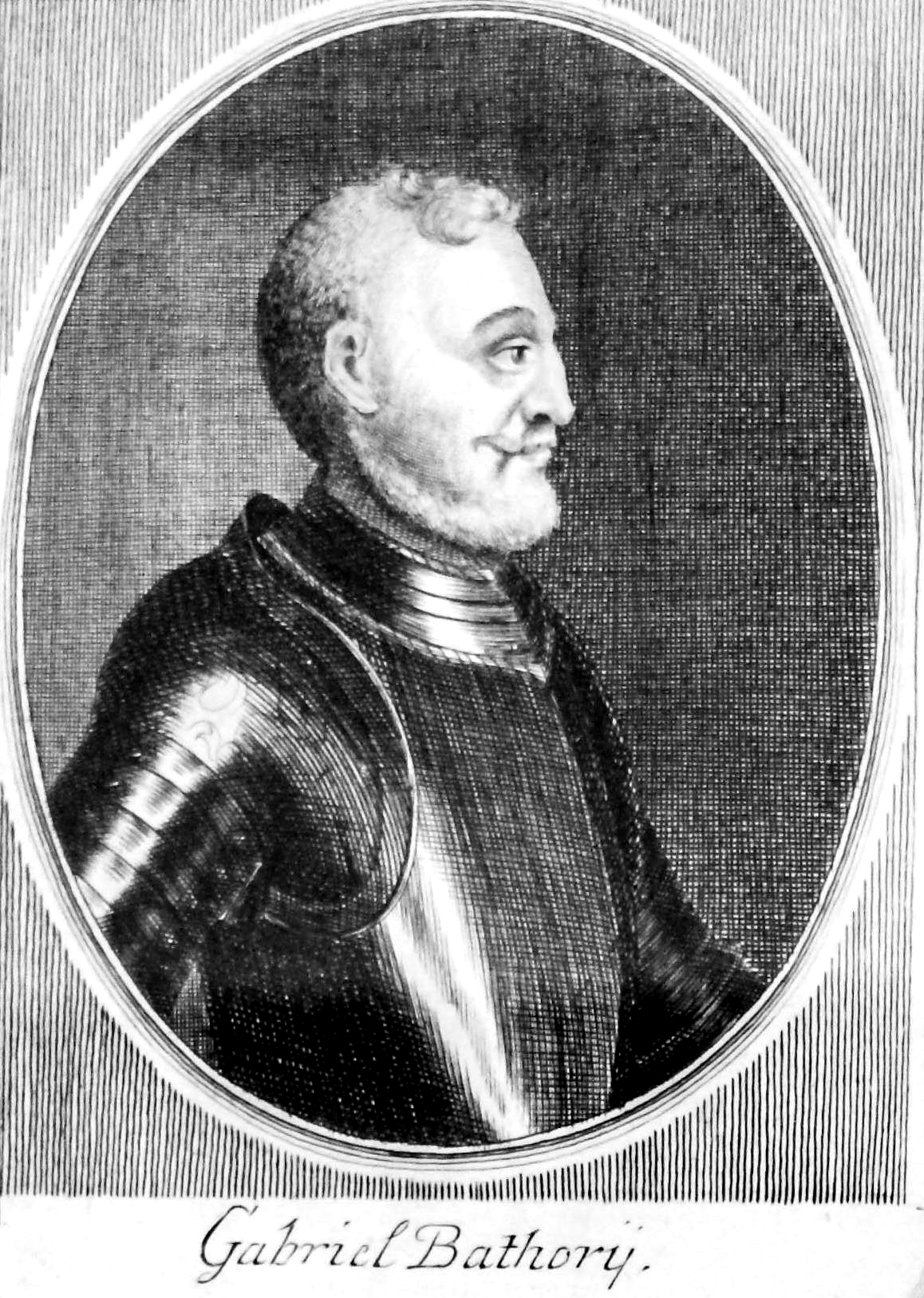
Gabriel Báthory

Gabriel Báthory (* 15. August 1589 in Großwardein (ung. Nagyvárad), Komitat Bihar; † 27. Oktober 1613 ebd.) war ein siebenbürgischer Fürst aus dem Haus Báthory und regierte von 1608 bis 1613. 
Gabriel Báthory war der Sohn von István Báthory de Somlyó und dessen Ehefrau Zsuzsanna Bebek de Pelsőc († 1595). Nach dem frühen Tode beider Eltern geriet Gabriel zusammen mit seiner jüngeren Schwester Anna unter die Vormundschaft ihres mächtigen Onkels István Báthory de Ecsed (* um 1555; † 25. Juli 1605 in Ecsed), der ab 1586 bis zu seinem Tode Landesrichter im Königreich Ungarn war, dem damals zweithöchsten Amt in Ungarn. Báthory lebte bis  1605 in der Wasserburg Ecsed. Der Onkel, ein strenggläubiger Kalvinist veranlasste, dass Gabriel und seine Schwester vom Katholizismus zum evangelisch-reformierten Glauben konvertierten. Da István Báthory de Ecsed keine Nachkommen hatte, erbten die beiden Waisen dessen riesiges Vermögen.
Nachdem 1606 mit dem Frieden  von  Zsitvatorok der Krieg zwischen den Habsburgern und den Türken zu Ende gegangen war, Fürst Stephan Bocskay plötzlich gestorben war und sich Sigismund Rákóczi I. nicht an der Macht hatte halten können, gelang es Gabriel Báthory, die Führung in Siebenbürgen zu übernehmen.
Er nutzte das Machtvakuum und baute so seine eigene Macht aus. Er war für seine Feindlichkeit gegenüber den Siebenbürger Sachsen bekannt. Daher besetzte er 1610 Hermannstadt und ließ es plündern. Dem Kronstädter Stadtrichter Michael Weiß gelang es jedoch, den Widerstand zu organisieren, so dass am 16. Oktober 1612 die Truppen des Fürsten in der Schlacht bei Marienburg geschlagen wurden. In dieser Schlacht starben neben Michael Weiß auch 39 Schüler des Kronstädter Honterus-Gymnasiums.
Gabriel Bathory wurde 1613 als Fürst von Siebenbürgen vom Landtag in Weißenburg (heute Alba Iulia) abgewählt. Gabriel Bethlen wurde zum neuen Fürsten von Siebenbürgen bestimmt und blieb es bis zu seinem Tod im Jahr 1629. Gabriel Báthory wurde kurz nach seiner Abwahl von Heiducken mit Hilfe von Mitgliedern seiner Leibgarde erschlagen. Der Anführer der Mörder war ein ehemaliger Vertrauter des Fürsten, András Ghiczy († 1614). Nach dem Attentat wurde Ghiczy im Auftrag von Gabriel Bethlen festgenommen und auf die Festung Fogarasch gebracht. Dort wurde er auf Weisung des Fürsten gefoltert und im Jahre 1614 hingerichtet. Auch seine drei Mitverschwörer, die Heiducken Gergely Ladányi, János Szilássy und Balázs Zámbó wurden nach der Tat hingerichtet. Bathory war mit Anna Horváth verheiratet, die Ehe blieb aber kinderlos.